# 10914 Такер
10914 Такер (10914 Tucker) — астероїд головного поясу, відкритий 31 грудня 1997 року.
Тіссеранів параметр щодо Юпітера — 3,186.